# 涌现计算
涌现计算（Emergent computing），是一種包含以下特点的计算：
- 它能实现可预计的总体功能。
- 它的整体不要求全部可见，无论是计算者还是对象都无法看到他的全部。
- 它不受任何形式的全局控制（也不可能受到）。
- 它能实现自身稳定。

涌现计算被普遍认为是由一系列不确定的独立计算处理进程合作构成的计算过程的总体，既是高等级计算由低等级计算依照复杂的关系组合而成。“云计算”既是涌现计算的一个基本的例子：云计算由无数个基本个体进行运算，各个个体之间并无一个整体调节控制，同时没有人了解整个云计算整体，但是其能稳定的实现一个特殊功能。
在自然界中，蚁群等整体也符合涌现计算。